# Comté de Sedgwick (Kansas)
Pour les articles homonymes, voir Comté de Sedgwick.
Le comté de Sedgwick est l’un des 105 comtés de l’État du Kansas, aux États-Unis d’Amérique. Il a été fondé le 26 février 1867.
Wichita en est le siège du Comté et la ville la plus peuplée de l'État.

## Géolocalisation
| Comté de Reno    | Comté de Harvey   |                 |
| Comté de Kingman | Comté de Sedgwick | Comté de Butler |
|                  | Comté de Sumner   | Comté de Cowley |